# Disillusion (gruppo musicale)
I Disillusion sono una band metal tedesca, autrice di una fusione di black, death, progressive, thrash e industrial metal.

## Formazione

### Formazione attuale
- Vurtox (Andy Schmidt) − voce, chitarra, basso, tastiere (1994 - )
- Rajk Barthel - chitarra (1999 - )
- Alla Fedynitch − basso (2007 - )
- Alex Sasch Tscholakov - batteria (1997 - ?, 2007 - )

### Ex componenti
- Tobias Spier - voce, chitarra (1994 - 1997)
- Shya Hely − cori (2005)
- Jörg Heinze - chitarra (2000)
- Markus Espenhain − basso (1994 - 1996)
- Ralf Willis − basso (2005)
- Jan Stölzel − tastiere (1994 - 1997)
- Alex Motz - batteria (1994 - 2000)
- Jens Maluschka - batteria (2000 - 2007)
- Clemens Frank - batteria (2007)

## Discografia

### Album studio
- 2004 - Back to Time of Splendor
- 2006 - Gloria
- 2016 - Alea
- 2019 - The Liberation
- 2022 - Ayam

### Demo, Ep
- 1995 - Rehearsal Demo
- 1996 - Subspace Insanity Demo
- 1997 - Red Demo
- 2001 - Three Neuron Kings Ep

### Singoli
- 2002 - The Porter

### Split album
- 2004 - Fate of Norns Release Shows (con Amon Amarth, Fragments of Unbecoming e Impious)